# May Robson
May Robson (født Mary Jeanette Robison; 19. april 1858, død 20. oktober 1942) var en australsk teater- og filmskuespiller. Hun var aktiv som skuespiller fra 1880'erne og medvirkede i over 60 film i løbet af sin karriere. Robson blev Oscar nomineret for sin rolle som Apple Annie i filmen Lady for en dag fra 1933.